# Capineiro-ruivo
Capineiro-ruivo (Cincloramphus mathewsi) é uma ave espécie da família Locustellidae endêmica da Austrália.

## Taxonomia
É uma espécie de Locustellidae, que inclui as toutinegras da grama e as gramíneas.
A capineiro-ruivo foi descrita pelo ornitólogo inglês Tom Iredale em 1911. Um nome genérico alternativo Cincloramphus é derivado das palavras gregas cinclus /κιγκλος "alvéola" e ramphos /ραμφος "bico", enquanto o epíteto específico homenageia Gregory Mathews .
Além de cotovia ruiva, outros nomes comuns incluem cotovia de nádegas vermelhas, cotovia cantando ruiva e cotovia.

## Descrição
A capineiro-ruivo é um passeriforme marrom médio com um padrão de listras em suas penas. A Encyclopædia Britannica descreve este pássaro como "monótono e vagamente parecido com uma cotovia. Tem uma linha escura através do olho, uma sobrancelha pálida e partes inferiores pálidas e uma cauda e garupa avermelhadas. Um pouco maior que um pardal doméstico, o macho cresce para cerca de 19 cm de comprimento e é maior que a fêmea que atinge apenas cerca de 16 cm.
Esta espécie é semelhante à cotovia marrom, mas os machos dessa espécie são muito maiores que os da cotovia ruiva. As fêmeas de cotovia marrom também não têm a garupa avermelhada da cotovia feminina.

## Distribuição e habitat

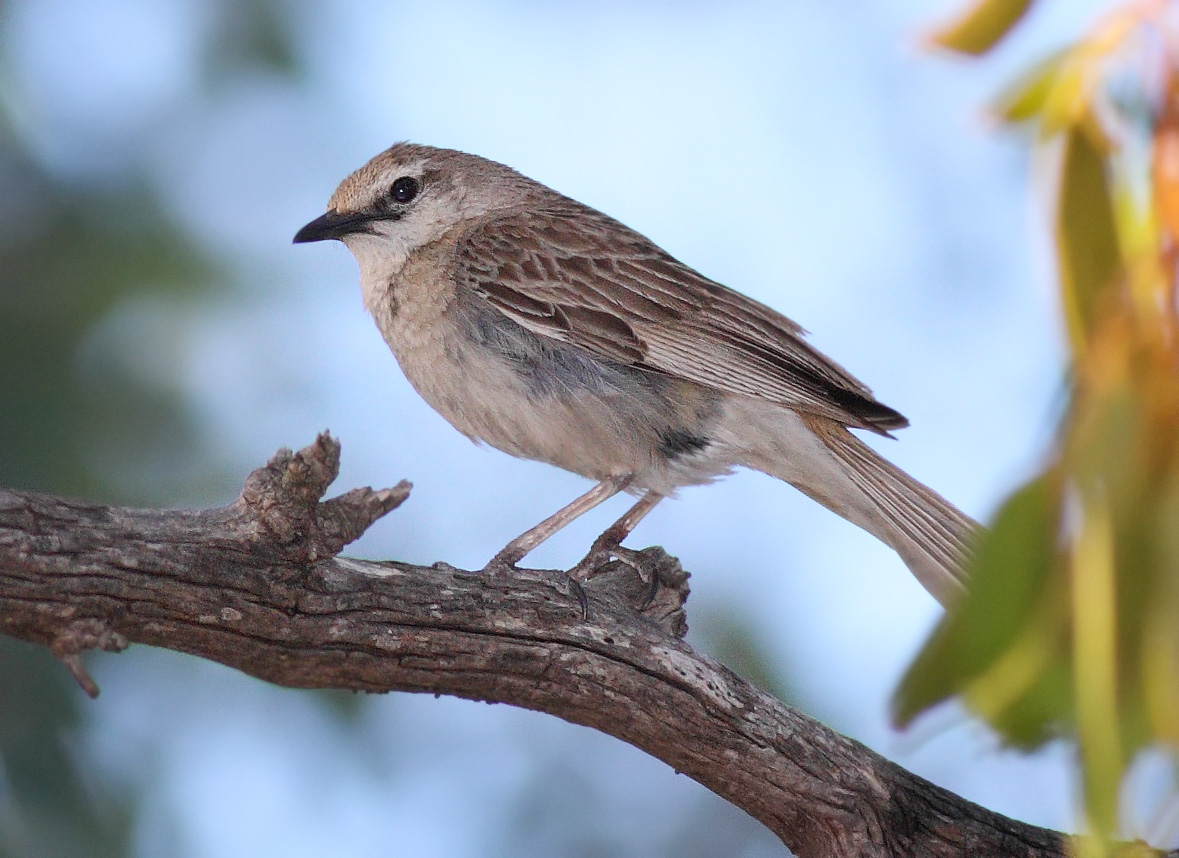
Cotovia Rufous

A capineiro-ruivo é comum em toda a Austrália continental, mas é incomum no extremo norte do Território do Norte (Goodfellow & Stott, 2001; 2005). e raro na ilha da Tasmânia . O alcance geral da cotovia é da ordem de 1.000.000 a 10.000.000 km2. C. mathewsi é mais freqüentemente encontrado em Nova Gales do Sul, Queensland e Austrália Ocidental. A cada ano, a cotovia ruiva passa os meses mais frios no norte e migra para o sul no verão para se reproduzir, e dessa forma é normalmente vista apenas nos meses mais quentes.

## Comportamento
A capineiro-ruivo caça perto do solo os insetos e outros pequenos artrópodes dos quais se alimenta. A ave pode ser encontrada em pastagens, florestas abertas gramíneas, áreas agrícolas e mulga que favorece como habitat. Vivendo em áreas habitadas por humanos, às vezes acaba sendo atropeladas.
Fora do período reprodutivo essas aves formam pequenos bandos de até duas dúzias de indivíduos. Na época de reprodução, o canto animado e inconfundível da cotovia macho é ouvido quase continuamente. Ele gorjeia e curva as costas enquanto faz " vôos de exibição " lentos e vistosos entre as árvores. A canção distintiva "twitchy tweedle" da cotovia rufous foi incluída em CDs de "Favourite Australian Birdsong". Sem a ajuda do macho, a ave fêmea constrói um ninho profundo de grama abrigado em meio a grama ou vegetação rasteira. Ela também incuba os ovos e cria os filhotes sozinha.

## Arquivo de vídeo
- BirdLife Internacional 2004. Cincloramphus mathewsi[16]